# Inge Faes
Inge Faes, née le 29 mai 1973 est une femme politique belge flamande, membre de Voor U.
Elle est licenciée en droit et avocate.

## Carrière politique
- Sénatrice belge depuis le 6 juillet 2010 au 25 mai 2014